# Gran Premio de San Marino de Motociclismo de 1983
El Gran Premio de San Marino de Motociclismo de 1983 fue la duodécima prueba de la temporada 1983 del Campeonato Mundial de Motociclismo. El Gran Premio se disputó el 4 de septiembre de 1983 en el Autodromo Enzo e Dino Ferrari.

## Resultados 500cc
El estadounidense Freddie Spencer se convierte, a sus 21 años y 258 días, en el piloto más joven en proclamarse campeón del mundo de 500 c.c. Al estadounidense, le bastó con ser segundo detrás de su máximo rival al título, Kenny Roberts. Roberts anunciará también su retirada del Mundial con tres títulos Mundiales en su haber.
Por lo demás, la carrera fue muy accidentada, con los abandonos de Takazumi Katayama, Loris Reggiani y el campeón de 250, el venezolano Carlos Lavado.
| Pos.     | Piloto               | Equipo | Tiempo    | Pts. |
| -------- | -------------------- | ------ | --------- | ---- |
| 1        | Kenny Roberts        | Yamaha | 48.16.63  | 15   |
| 2        | Freddie Spencer      | Honda  | 48.17.86  | 12   |
| 3        | Eddie Lawson         | Yamaha | 48.23.99  | 10   |
| 4        | Marco Lucchinelli    | Honda  | 48.36.02  | 8    |
| 5        | Randy Mamola         | Suzuki | 48.42.71  | 6    |
| 6        | Marc Fontan          | Yamaha | 48.43.24  | 5    |
| 7        | Raymond Roche        | Honda  | 48.43.82  | 4    |
| 8        | Boet van Dulmen      | Suzuki | 49.50.72  | 3    |
| 9        | Ron Haslam           | Honda  | 49.55.20  | 2    |
| 10       | Anton Mang           | Suzuki | 50.05.43  | 1    |
| 11       | Leandro Becheroni    | Suzuki | 1 Vuelta  |      |
| 12       | Wolfgang von Muralt  | Suzuki | 1 Vuelta  |      |
| 13       | Philippe Coulon      | Suzuki | 1 Vuelta  |      |
| 14       | Chris Guy            | Suzuki | 1 Vuelta  |      |
| 15       | Massimo Broccoli     | Yamaha | 1 Vuelta  |      |
| 16       | Steve Parrish        | Yamaha | 1 Vuelta  |      |
| 17       | Walter Migliorati    | Suzuki | 1 Vuelta  |      |
| 18       | Paolo Ferretti       | Suzuki | 1 Vuelta  |      |
| 19       | Franck Gross         | Honda  | 1 Vuelta  |      |
| 20       | Peter Sjöström       | Suzuki | 1 Vuelta  |      |
| 21       | Fabio Biliotti       | Suzuki | 1 Vuelta  |      |
| 22       | Ernst Gschwender     | Suzuki | 1 Vuelta  |      |
| 23       | Børge Nielsen        | Suzuki | 2 Vueltas |      |
| 24       | Jon Ekerold          | Cagiva | 2 Vueltas |      |
| 25       | Dimitrios Papandreou | Yamaha | 2 Vueltas |      |
| 26       | Franz Kaserer        | Suzuki | 2 Vueltas |      |
| 27       | Andreas Hofmann      | Suzuki | 3 Vueltas |      |
| Ret      | Jack Middelburg      | Honda  | Ret       |      |
| Ret      | Keith Huewen         | Suzuki | Ret       |      |
| Ret      | Didier de Radiguès   | Honda  | Ret       |      |
| Ret      | Maurizio Massimiani  | Honda  | Ret       |      |
| Ret      | Barry Sheene         | Suzuki | Ret       |      |
| Ret      | Virginio Ferrari     | Cagiva | Ret       |      |
| Ret      | Attilio Riondato     | Suzuki | Ret       |      |
| Ret      | Corrado Tuzii        | Honda  | Ret       |      |
| DNS      | Carlos Lavado        | Yamaha | DNS       |      |
| DNS      | Loris Reggiani       | Suzuki | DNS       |      |
| DNS      | Takazumi Katayama    | Honda  | DNS       |      |
| Sources: |                      |        |           |      |

## Resultados 125cc
Con el título en el bolsillo del español Ángel Nieto, el italiano Maurizio Vitali obtiene su primera victoria en el Mundial por delante del suizo Hans Müller y de también transalpino Pierluigi Aldrovandi.
| Pos. | Piloto                 | Moto      | Tiempo    | Pts. |
| ---- | ---------------------- | --------- | --------- | ---- |
| 1    | Maurizio Vitali        | MBA       | 43.13.08  | 15   |
| 2    | Hans Müller            | MBA       | 43.17.23  | 12   |
| 3    | Pierluigi Aldrovandi   | MBA       | 43.20.20  | 10   |
| 4    | August Auinger         | MBA       | 43.21.50  | 8    |
| 5    | Pier Paolo Bianchi     | Sanvenero | 43.22.48  | 6    |
| 6    | Gerhard Waibel         | MBA       | 43.57.48  | 5    |
| 7    | Henk van Kessel        | MBA       | 44.06.35  | 4    |
| 8    | Willy Pérez            | MBA       | 44.26.70  | 3    |
| 9    | Erich Klein            | MBA       | 44.40.90  | 2    |
| 10   | Anton Straver          | MBA       | 44.41.40  | 1    |
| 11   | Helmut Lichtenberg     | MBA       | 44.46.92  |      |
| 12   | Jacky Hutteau          | MBA       | 1 Vuelta  |      |
| 13   | Bady Hassaine          | MBA       | 1 Vuelta  |      |
| 14   | Alojz Pavlič           | Bartol    | 1 Vuelta  |      |
| 15   | Peter Baláž            | MBA       | 1 Vuelta  |      |
| 16   | Carlo Succi            | MBA       | 1 Vuelta  |      |
| 17   | Thomas Møller-Pedersen | MBA       | 1 Vuelta  |      |
| 18   | Chris Baert            | MBA       | 2 Vueltas |      |
| Ret  | Ricardo Tormo          | MBA       | Ret       |      |
| Ret  | Ángel Nieto            | Garelli   | Ret       |      |
| Ret  | Bruno Kneubühler       | MBA       | Ret       |      |
| Ret  | Fausto Gresini         | MBA       | Ret       |      |
| Ret  | Stefano Caracchi       | MBA       | Ret       |      |
| Ret  | Johnny Wickström       | MBA       | Ret       |      |
| Ret  | Jean-Claude Selini     | MBA       | Ret       |      |
| Ret  | Lucio Pietroniro       | MBA       | Ret       |      |
| Ret  | Olivier Liégeois       | Sanvenero | Ret       |      |
| Ret  | Hugo Vignetti          | MBA       | Ret       |      |
| Ret  | Giuseppe Ascareggi     | MBA       | Ret       |      |
| Ret  | Stefan Dörflinger      | MBA       | Ret       |      |
| Ret  | Paul Bordes            | MBA       | Ret       |      |
| Ret  | Peter Sommer           | MBA       | Ret       |      |
| Ret  | Per-Edvard Carlsson    | MBA       | Ret       |      |
| Ret  | Marino Neri            | MBA       | Ret       |      |
| Ret  | Andrés Sánchez         | MBA       | Ret       |      |
| Ret  | Massimo de Lorenzi     | MBA       | Ret       |      |

## Resultados 50cc
Esta fue la última carrera de la historia en el Mundial de la categoría de 50cc. A partir del año siguiente, se vería sustituida por la categoría de 80. La categoría de los 50cc, iniciada en 1962 con el Gran Premio de España, echaba el cierre después de 172 carreras disputadas.
El flamante campeón, el suizo Stefan Dörflinger, consiguió la segunda posición. La victoria fuera para el español Ricardo Tormo mientras que el tercero fue para el italiano Claudio Lusuardi. Esta sería la última victoria de Tormo para su palmarés.
| Pos. | Piloto              | Moto      | Tiempo    | Pts. |
| ---- | ------------------- | --------- | --------- | ---- |
| 1    | Ricardo Tormo       | Garelli   | 31.06.67  | 15   |
| 2    | Stefan Dörflinger   | Kreidler  | 31.50.90  | 12   |
| 3    | Claudio Lusuardi    | Villa     | 32.05.55  | 10   |
| 4    | Theo Timmer         | Casal     | 32.08.45  | 8    |
| 5    | Hagen Klein         | Kreidler  | 32.17.85  | 6    |
| 6    | Hans Spaan          | Kreidler  | 32.17.94  | 5    |
| 7    | Giuseppe Ascareggi  | Minarelli | 32.45.90  | 4    |
| 8    | Otto Machinek       | Kreidler  | 32.51.87  | 3    |
| 9    | Paolo Priori        | Paolucci  | 33.05.56  | 2    |
| 10   | Reiner Scheidhauer  | Kreidler  | 33.09.36  | 1    |
| 11   | Gerhard Singer      | Kreidler  | 33.15.66  |      |
| 12   | Chris Baert         | Kreidler  | 33.25.73  |      |
| 13   | Ian McConnachie     | Rudge     | 33.40.55  |      |
| 14   | Reiner Koster       | Kroko MK1 | 1 Vuelta  |      |
| 15   | Thomas Engl         | Engl      | 1 Vuelta  |      |
| 16   | Giuliano Tabanelli  | Kreidler  | 1 Vuelta  |      |
| 17   | Mika-Sakari Komu    | Kreidler  | 1 Vuelta  |      |
| 18   | Hans-Jürgen Hummel  | Sachs     | 1 Vuelta  |      |
| 19   | Nicola Casadei      | Minarelli | 3 Vueltas |      |
| Ret  | George Looijesteijn | Kreidler  | Ret       |      |
| Ret  | Peter Verbic        | Kreidler  | Ret       |      |
| Ret  | Enrico Cereda       | Kreidler  | Ret       |      |
| Ret  | Paul Rimmelzwaan    | Kreidler  | Ret       |      |
| Ret  | Hans Koopman        | Kreidler  | Ret       |      |
| Ret  | Rainer Kunz         | FKN       | Ret       |      |
| Ret  | Jos van Dongen      | Kreidler  | Ret       |      |
| Ret  | Zdravko Matulja     | Tomos     | Ret       |      |
| Ret  | Mario Stocco        | Kreidler  | Ret       |      |
| Ret  | Ramón Gali          | Bultaco   | Ret       |      |
| Ret  | Claudio Granata     | Kreidler  | Ret       |      |
| Ret  | Massimo de Lorenzi  | Minarelli | Ret       |      |
| Ret  | Massimo Fargeri     | Kreidler  | Ret       |      |
| Ret  | Joaquin Gali        | Bultaco   | Ret       |      |
| Ret  | Paul Bordes         | Moto 2L   | Ret       |      |
| Ret  | Inge Arends         | Schuster  | Ret       |      |
| DNS  | Eugenio Lazzarini   | Garelli   | DNS       |      |